# Ferdinand d'Aragon (abbé de Montearagón)
Pour les articles homonymes, voir Ferdinand d'Aragon.
Ferdinand d'Aragon (en catalan, Ferran d'Aragó, vers 1190 - 1er juillet 1249), troisième fils d'Alphonse II d'Aragon, a été abbé de Montearagón. Après de la mort de son frère, le roi Pierre II d'Aragon, à la Bataille de Muret, il a aspiré à devenir roi de la Couronne d'Aragon en s'opposant à Jacques Ier d'Aragon.

## Origines familiales
Il était le troisième fils du roi Alphonse II d'Aragon et de Sancha de Castille. De ce fait, il était le frère du roi Pierre II d'Aragon.

## Biographie
En 1201, sa propre mère l'a offert au Monastère de Poblet pour satisfaire un vœu. En 1205, il a été nommé abbé de Montearagón, et immédiatement un conflit avec l'évêque d'Osca a débuté, pour défendre les privilèges du monastère. Le conflit s'est terminé grâce à l'intervention de son frère, le roi Pierre II d'Aragon, qui a accordé un privilège à l'abbaye de Montearagón. Plus incliné vers la vie séculière qu'à celle religieuse, il a pris part à diverses campagnes militaires. Il a participé à la Bataille de Las Navas de Tolosa commandant l'armée du comté de Roussillon.
À la mort de son frère le roi Pierre II d'Aragon à la Bataille de Muret, il a disputé la régence de la Couronne d'Aragon à son oncle Sanche de Roussillon. Plus tard, il a aspiré à devenir roi de la Couronne d'Aragon en argumentant sur la nullité du mariage entre son frère Pierre II d'Aragon et Marie de Montpellier, ce qui enlevait toute légitimité à Jacques Ier d'Aragon pour devenir roi. Dans ce but, en 1214, il a quitté l'habit et a abandonné son titre d'abbé, tout en gardant le contrôle de l'abbaye de Montearagón avec le titre de "servus, minister et rectus". Il a pris la tête de la seconde révolte nobiliaire contre Jacques Ier, lors de laquelle Jacques Ier d'Aragon a été pris à Saragosse.
Après l'accord d'Alcalà en 1227 qui assura l'hégémonie de la monarchie sur la noblesse et consolida la royauté de Jacques Ier d'Aragon, il a servi le roi lors de diverses campagnes que celui-ci a entreprises. Ainsi, il a participé au siège de Burriana (en), à la conquête de Valence, et en 1244 il était présent au siège de Xàtiva. 
Il est mort le 1er juillet 1248 et a été enterré dans la crypte de l'abbaye de Montearagón.

## Sépulture
Il a été enterré dans la crypte de l'abbaye de Montearagón et son tombeau était surmonté d'une statue en albâtre de l'Infant Ferdinand d'Aragon avec ses habits d'abbé. Le troisième désamortissement et la fermeture de l'abbaye ont eu lieu en 1835. Ce n'est qu'à la fin de 1844 que les restes de l'Infant Ferdinand d'Aragon ont été transférés das l'église San Vicente el Real d'Osca; plus tard, ils ont été placés dans la chapelle de San Batolomé du cloître de San Pedro el Viejo. Le sarcophage est resté cependant à l'abbaye de Montearagón et a été totalement détruit par les anarchistes en 1936.